# Немішаївська селищна територіальна громада
Немішаївська селищна територіальна громада — територіальна громада в Україні, в Бучанському районі Київської області. Адміністративний центр — селище Немішаєве.
Утворена 12 червня 2020 року шляхом об'єднання Клавдієво-Тарасівської, Немішаївської селищних рад та Микулицької сільської ради Бородянського району.

## Населені пункти
У складі громади 4 населені пункти — 2 селища і 2 села:
- селище Клавдієво-Тарасове
- селище Немішаєве
- село Микуличі
- село Пороскотень

## Старостинські округи
- Клавдіївський
- Микулицький